# Litouwse Socialistische Sovjetrepubliek
De Litouwse Socialistische Sovjetrepubliek (Litouwse SSR) (Litouws: Lietuvos Tarybų Socialistinė Respublika, Russisch: Литовская Советская Социалистическая Республика; Litovskaja Sovjetskaja Sotsalistitsjeskaja Respoeblika) was de socialistische sovjetrepubliek op het grondgebied van Litouwen  van 1940 tot 1990.
In juni 1940 bezette het Rode Leger het onafhankelijke Litouwen. De naam Litouwse SSR werd in augustus 1940 ingevoerd, toen Litouwen een deelrepubliek werd van de Sovjet-Unie. Van 1941 tot 1944 was Litouwen bezet door de Duitsers; daarna werd het land heroverd door het Rode Leger.
Op 24 februari 1990 hield de Litouwse Socialistische Sovjetrepubliek verkiezingen voor de Opperste Sovjet van Litouwen. Onder druk van de onafhankelijkheidsbeweging Sąjūdis werden dit de eerste vrije verkiezingen sinds 1926. De meerderheid van de verkozenen was sympathisant van Sąjūdis. Op 11 maart 1990 besloot de nieuw verkozen Opperste Sovjet zijn naam te veranderen in Opperste Raad van de Republiek Litouwen, waarmee het de naam sovjetrepubliek liet vallen. Bovendien verklaarde de Opperste Raad dat vanaf dat moment Litouwen weer een onafhankelijke staat was en de legale voortzetting van Litouwen zoals dat tussen 1920 en 1940 had bestaan. Pas op 6 september 1991 erkende de Sovjet-Unie de onafhankelijkheid van Litouwen. Op 31 augustus 1993 verlieten de laatste Russische troepen het land.